# 劉汝驥
刘汝骥（？—？），字仲良，号李青，直隶静海（今天津市靜海縣）人，清朝翰林、官員。

## 生平
光绪二十一年（1895年）乙未科二甲第二十九名進士；同年五月，改翰林院庶吉士。光緒二十四年四月，散館，授翰林院編修。历任监察御史，官至安徽徽州府知府。适逢辛亥革命变作，隐居终老。
有《陶甓公牍》。